# 下小代駅

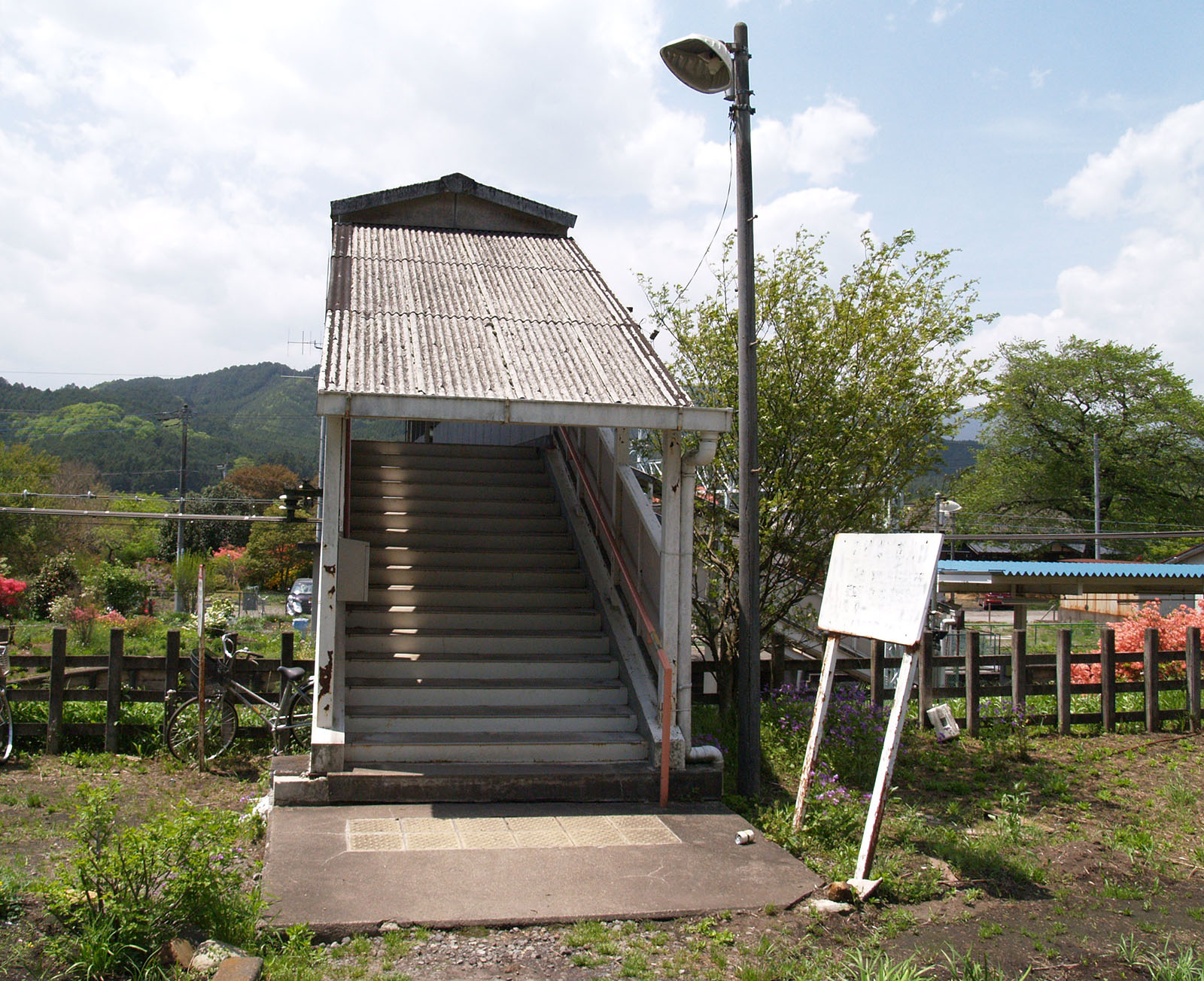
2番線側出入口（2011年5月）

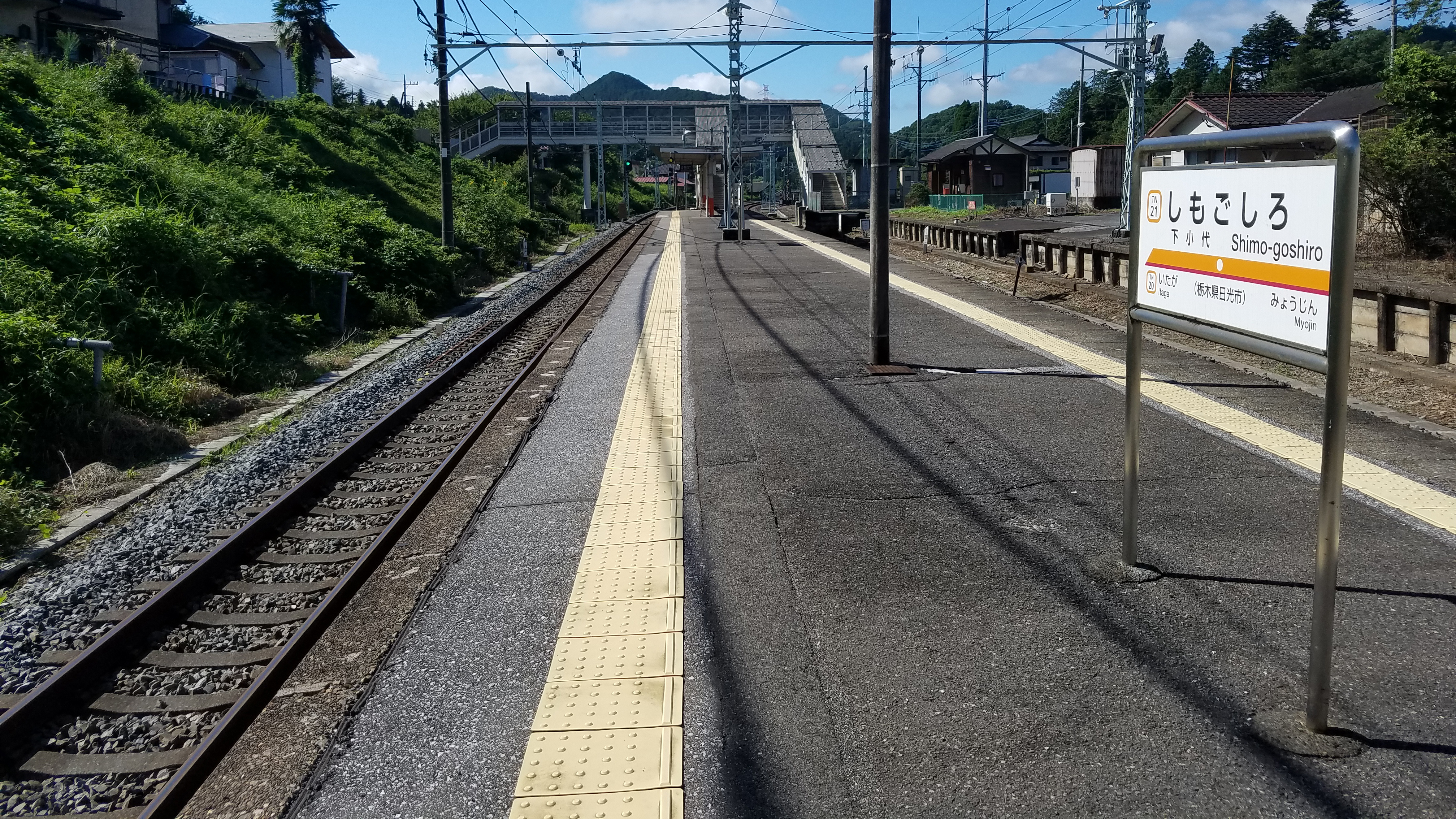
ホーム（2021年8月）

下小代駅（しもごしろえき）は、栃木県日光市小代にある、東武鉄道日光線の駅である。駅番号はTN 21。

## 歴史
- 1929年（昭和4年）7月7日 - 新鹿沼駅から下今市駅まで開通と同時に開業[1]。
- 1973年（昭和48年）9月1日 - 駅無人化、簡易委託開始。
- 2007年（平成19年） - 旧駅舎移設、新駅舎完成。
- 2015年（平成27年）9月10日 - 台風18号による豪雨（平成27年9月関東・東北豪雨）で当駅構内に土砂が流入。[2]。
- 時期不明 - 簡易委託解除。

## 駅構造
島式ホーム1面2線を有する地上駅。以前は通過線がある1面4線の形態であった。無人駅だが、駅舎内には特別改札用の窓口とPASMO簡易改札機が設置されている。かつては駅裏の理容店で乗車券が発売されていた。駅舎は線路の西側にあり、ホームとは跨線橋により連絡している。
1929年に開業以来供用されていた木造駅舎は、老朽化したため建て替えられることになった。このとき、駅舎を修繕した上で活用してほしいとの保存運動が地元住民主導で展開されていた。あくまで建て替えを進める東武鉄道との協議の結果、旧駅舎は移設保存されることになり、その跡地には新たに駅舎が建てられることになった。
2007年、旧駅舎は曳家工法により一か月をかけて駅前に移設された。旧駅舎は移設後、2005年に撤去されていた庇を復元したり、老朽化した部分の修繕を施された。2009年3月に国の登録有形文化財に登録されている。なお，この旧駅舎は2025年3月に始まったNHK連続テレビ小説「あんぱん」に登場する「御免与駅」のロケに使用された。
トイレは男女共用の水洗式で、駅舎内部に設置されている。なお、このトイレには紙は用意されておらず、多目的トイレもない。旧駅舎だった頃は、駅舎とは別棟の男女共用の汲み取り式であった。

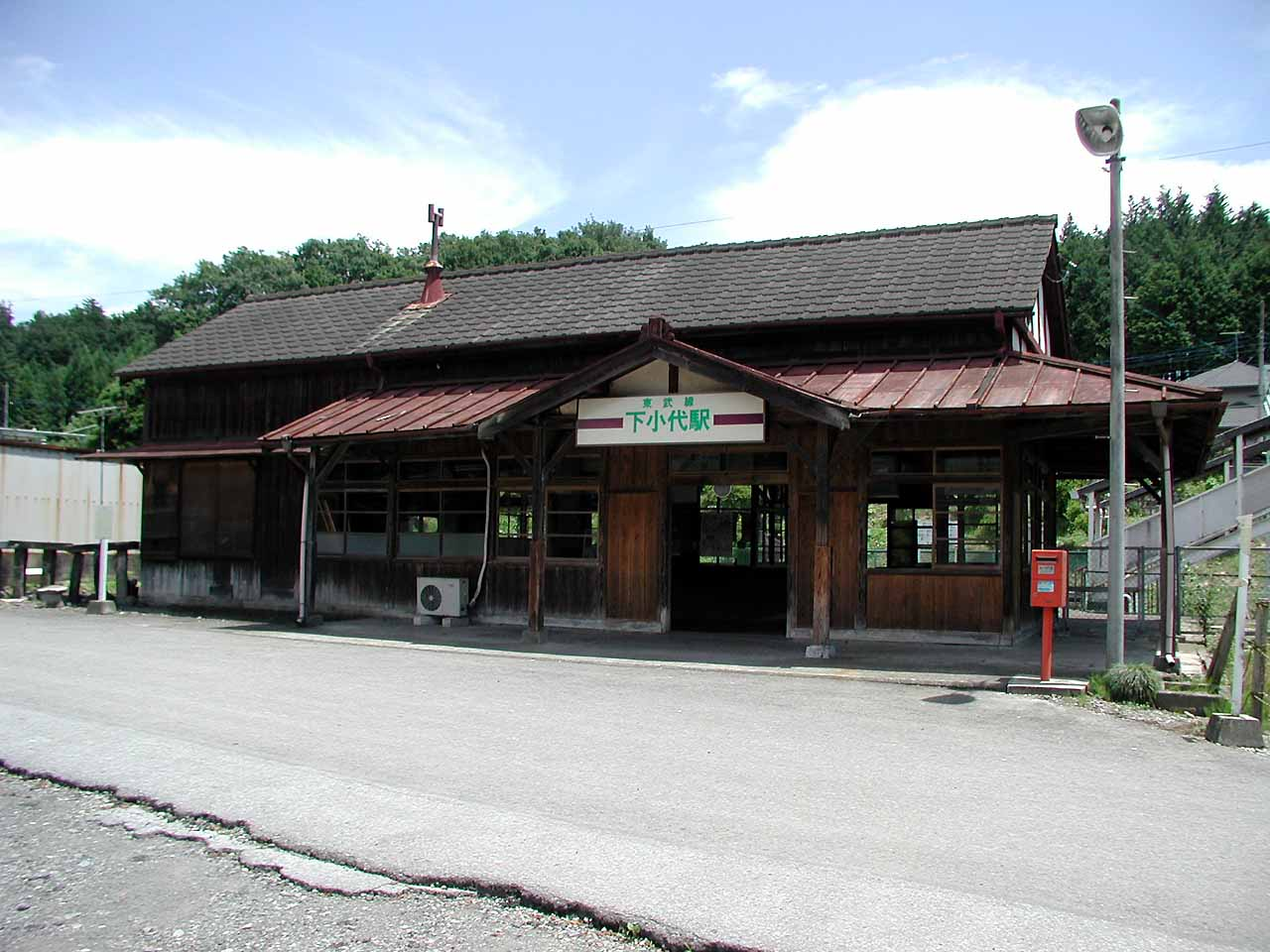
旧駅舎（2000年）
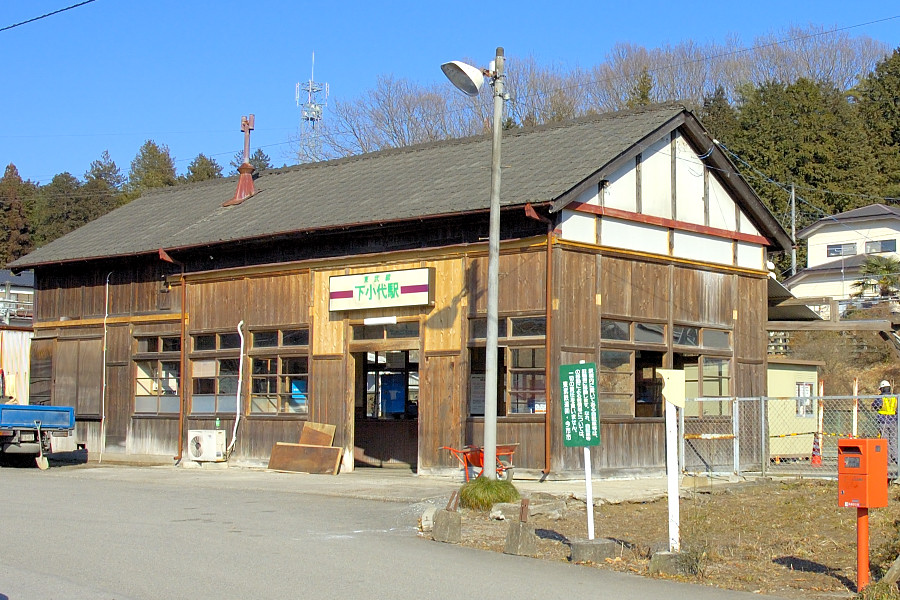
旧駅舎 出入口の庇は2005年に撤去（2007年2月）
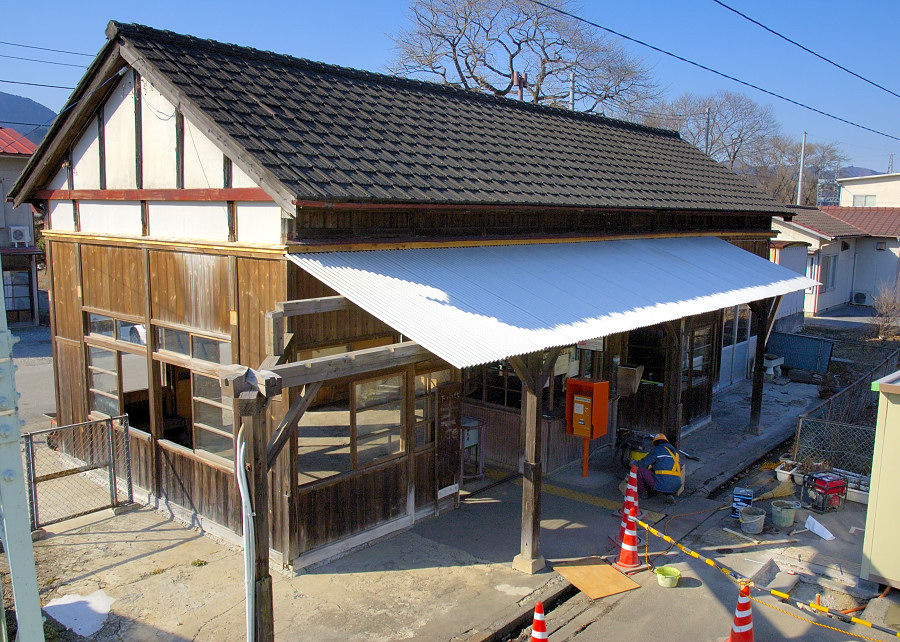
ホーム側旧駅舎（2007年2月）

### のりば
| 番線 | 路線   | 方向 | 行先                                                                                   |
| ---- | ------ | ---- | -------------------------------------------------------------------------------------- |
| 1    | 日光線 | 下り | 下今市・東武日光・ 鬼怒川線 鬼怒川温泉方面                                             |
| 2    | 日光線 | 上り | 新栃木・東武動物公園・ 東武スカイツリーライン 北千住・とうきょうスカイツリー・浅草方面 |

- 上記の路線名は旅客案内上の名称（「東武スカイツリーライン」は愛称）で表記している。

## 利用状況
2024年度の1日平均乗降人員は180人である。
近年の1日平均乗降人員の推移は下表の通り。
| 年度               | 1日平均 乗降人員 | 出典        |
| ------------------ | ---------------- | ----------- |
| 2000年（平成12年） | 253              |             |
| 2001年（平成13年） | 255              |             |
| 2002年（平成14年） | 220              |             |
| 2003年（平成15年） | 198              |             |
| 2004年（平成16年） | 182              |             |
| 2005年（平成17年） | 175              |             |
| 2006年（平成18年） | 183              |             |
| 2007年（平成19年） | 174              |             |
| 2008年（平成20年） | 210              |             |
| 2009年（平成21年） | 198              |             |
| 2010年（平成22年） | 220              |             |
| 2011年（平成23年） | 215              |             |
| 2012年（平成24年） | 241              | [ 東武 3 ]  |
| 2013年（平成25年） | 250              | [ 東武 4 ]  |
| 2014年（平成26年） | 227              | [ 東武 5 ]  |
| 2015年（平成27年） | 239              | [ 東武 6 ]  |
| 2016年（平成28年） | 227              | [ 東武 7 ]  |
| 2017年（平成29年） | 200              | [ 東武 8 ]  |
| 2018年（平成30年） | 193              | [ 東武 9 ]  |
| 2019年（令和元年） | 190              | [ 東武 10 ] |
| 2020年（令和02年） | 162              | [ 東武 11 ] |
| 2021年（令和03年） | 171              | [ 東武 12 ] |
| 2022年（令和04年） | 182              | [ 東武 13 ] |
| 2023年（令和05年） | 171              | [ 東武 14 ] |
| 2024年（令和06年） | 180              | [ 東武 1 ]  |

## 駅周辺
駅前の道路は栃木県道70号宇都宮今市線に接続し、小代行川庵（今市市名誉市民第1号で元・三菱銀行頭取であった加藤武男が残した邸宅を改装した雰囲気のある蕎麦屋）のほか、おじか庵・さみ蕎麦・野点庵・三たて蕎麦があり、「蕎麦街道」の別称がある日光杉並木街道（国道121号・日光例幣使街道）も徒歩圏である。2005年4月に保存団体主催により駅前の桜を囲んだイベントが開催された。
板荷駅 - 当駅間は森を挟んで築堤が前後にあり、東武日光線の撮影地となっている。
- 日光市立落合中学校
- 日光市役所 落合支所・落合公民館
- 行川
- 下小代変電所
- 日光市営バス（落合・猪倉地区デマンドバス）「下小代駅入口」停留所

## 隣の駅
東武鉄道
 日光線
■急行
通過
■普通
板荷駅 (TN 20) - 下小代駅 (TN 21) - 明神駅 (TN 22)